# Voronjež (rijeka)
Voronjež (rus. Воронеж) je rijeka u Rusiji, lijevi pritoka Dona. Protječe kroz Tambovsku, Lipecku i Voronješku oblast. Rijeka Voronjež duga je 342 km. Područje njegovog slijeva iznosi 21,600 km². Zaledi se u prvoj polovici prosinca i ostaje pod ledom do kraja ožujka. Donji dio rijeke je plovan. Protječe kroz gradove Lipeck i Voronjež.

## Porječje i tok rijeke
Uzvodno, ostavlja rijeku Don južno od Voronježa i ide sjeverno paralelno i istočno od Dona za oko 150 km. Zapadno od Mičurinska skreće na istok i dijeli se na Lesnoy i Polny Voronjež (Šumski i Poljski Voronjež). Ide sjeverno oko 75 km od granice s Rjazanjskom oblasti. Na sjeveru su pritoci rijeke Oke. 

## Povijest
Ruski car Petar Veliki gradio je brodove na rijeci Voronjež u gradu Voronježu. Kada su sagrađeni plovili su do rijeke Don sve do Azova, gdje se vodio rat protiv Turaka u Azovskim bitkama.

## Vanjske poveznice
|  | Zajednički poslužitelj ima još gradiva o temi Voronjež (rijeka) |